# Жасталап (Атырауская область)
Жасталап (каз. Жасталап, до 199? г. — Ганюшкинтобе) — село в Курмангазинском районе Атырауской области Казахстана. Входит в состав Шортанбайского сельского округа. Находится примерно в 45 км к западу от села Курмангазы. Код КАТО — 234669200.

## Население
В 1999 году население села составляло 431 человек (217 мужчин и 214 женщин). По данным переписи 2009 года, в селе проживал 351 человек (165 мужчин и 186 женщин).